# Terroranschlag in Istanbul am 28. Juni 2016

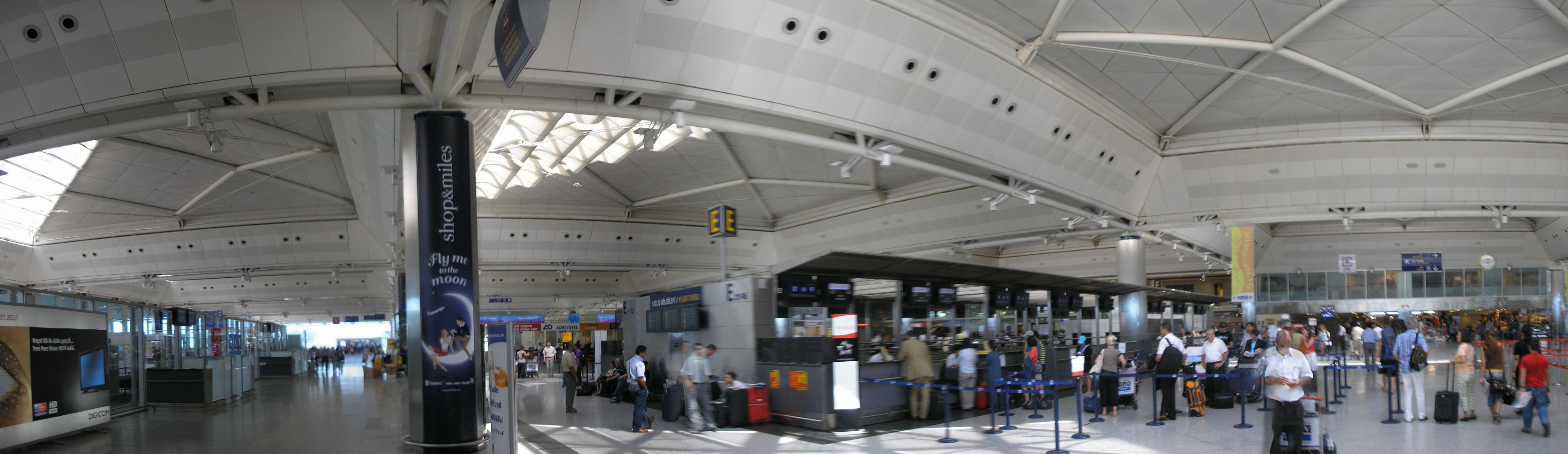
Flughafen Istanbul-Atatürk, zentraler Eingangsbereich, 2007

Der Terroranschlag in Istanbul am 28. Juni 2016 wurde im und am Flughafen Istanbul-Atatürk von drei Selbstmordattentätern verübt. Die türkische Regierung und Terrorexperten vermuten die Terrororganisation Islamischer Staat (IS) hinter dem Anschlag. Ein Bekenntnis steht aus.

## Tathergang
Nachdem sie mit einem Taxi zum Flughafen gelangten, schoss einer der Täter gegen 21:50 Uhr Ortszeit (20:50 Uhr MESZ) im Eingangsbereich der Ankunftshalle im Erdgeschoss, in der Nähe der Röntgen-Sicherheitskontrolle, mit einem Kalaschnikow-Sturmgewehr um sich; wenig später warf er mehrere Handgranaten in die Menge und zündete einen weiteren Sprengsatz.⊙
Im entstehenden Chaos gelangte ein zweiter Täter durch die Sicherheitsschleuse in das Gebäude. Er wurde, wie Überwachungsvideos zeigen, in der Abflughalle im Obergeschoss durch Zivilpolizisten angeschossen und zündete anschließend einen am Körper befestigten Sprengsatz.
Über den dritten Attentäter ist bisher lediglich bekannt, dass er im Außenbereich des Gebäudes, wohl am Abgang zur U-Bahn (Linie M1), ebenfalls eine Bombe zündete.⊙
Die drei Attentäter starben beim Anschlag.

## Opfer
Die meisten Opfer waren türkischer Nationalität, daneben starben 20 Menschen aus 10 weiteren Ländern.
| Nationalität        | Getötet | Verletzt | Quelle        |
| ------------------- | ------- | -------- | ------------- |
| Türkei              | 23      |          | [ 9 ]         |
| Saudi-Arabien       | 6       |          | [ 9 ]         |
| Palästina           | 3       |          | [ 10 ]        |
| Jordanien           | 3       |          | [ 11 ]        |
| Irak                | 2       |          | [ 9 ]         |
| Iran                | 1       | 5        | [ 9 ]         |
| Ukraine             | 1       | 3        | [ 12 ] [ 13 ] |
| Tunesien            | 1       | 1        | [ 14 ]        |
| Usbekistan          | 1       |          | [ 9 ]         |
| Volksrepublik China | 1       |          | [ 9 ]         |
| Deutschland         | 0       | 1        | [ 15 ]        |
| unbekannt           | 2       | 227      | [ 16 ]        |
| Total               | 45      | 235      | [ 9 ]         |

## Täter
Nach Angaben türkischer Ermittlungsbehörden stammten die Attentäter aus Dagestan, Kirgisistan  und Usbekistan. In den Tagen nach dem Anschlag durchsuchte die Polizei laut der staatlichen Nachrichtenagentur Anadolu Häuser in mehreren Istanbuler Stadtteilen und anderen türkischen Städten und nahm 24 Personen fest, davon neun Personen in Izmir und 15 Ausländer. Die Verdächtigen sollen den IS finanziell unterstützt und Kämpfer für den Dschihad des IS rekrutiert haben.
Der von türkischen Medien und dem österreichischen Innenministerium als Drahtzieher des Anschlags verdächtigte Ahmed Tschatajew immigrierte 2003 aus Tschetschenien nach Österreich und erhielt dort Asyl. Neun Jahre später tauchte er ab und stieg zu einer "führenden Figur" der Terrorgruppe IS auf. Tschatajew wurde am 22. November 2017 bei einem Anti-Terror-Einsatz georgischer Sicherheitskräfte in Tiflis getötet.

## Reaktionen
Nach den Explosionen wurden alle Abflüge gestrichen. Nach 00:10 Uhr Ortszeit durften auch keine Flugzeuge mehr auf dem Flughafen landen. Der Flugverkehr am Flughafen wurde eingestellt, die Flüge von und nach Istanbul wurden gestrichen oder umgeleitet. Der Flughafen blieb bis in die Morgenstunden geschlossen und begann dann wieder einen eingeschränkten und stark abgesicherten Betrieb.
Einen Tag zuvor hatte das US-amerikanische Außenministerium erst eine Reisewarnung für die Türkei, die bereits seit März 2016 vor Reisen ins irakische und syrische Grenzgebiet warnte, aktualisiert und auf weitere türkische Provinzen erweitert. Eine explizite Reisewarnung für Istanbul gab es allerdings nicht. Nach dem Anschlag mahnt die US-Behörde bei Reisen nach Istanbul zu erhöhter Vorsicht. Auch das deutsche Auswärtige Amt warnt bisher von Reisen in das Grenzgebiet der Türkei zu Syrien und Irak. Personen, die nach Istanbul reisen wollen, wird seit Mitte Juni 2016 zu erhöhter Vorsicht geraten.